# 喬治·布勞羅克
喬治·布老洛克（英語：George Blaurock，1491年－1529年9月6日），他與康拉德·格列伯和费利克斯·曼兹在蘇黎世聯合創始瑞士弟兄會，從而成為重浸派創始人之一。

## 生平
於1491年出生於瑞士，格勞賓登州所管轄的城鎮一博納杜茨。布老洛克的父母畢生以農耕為業，儘管如此，他並沒有屈服於農村孩子的學習困境，反而加倍努力的向上學習，後來在德國萊比錫大學接受教育。並在1516年擔任牧師一職，還是瑞士庫爾此處的教區牧師，直至他改信重浸派為止。因此1518年便離開了教區牧師職務，1524年左右與妻子抵達蘇黎世，在抵達蘇黎世之前就已離開天主教會。
重浸派的起源地是蘇黎世，在這個派別中較為人知的是格列伯，他是支持慈運理的擁護者，並依循慈運理的教導在家中引導信徒讀經、習讀真理。1525年1月時，這天同為聚會查經的日子，他們正探討信仰問題時，布老洛克也提出他的觀點，眾人疑惑是誰出的聲時，這才有人認識他，散發出非比尋常的熱情、直接了當和一股樸實之情。在場的有费利克斯·曼兹、格列伯還有布老洛克，布老洛克便要求格列伯爲他重新洗禮，經過一番討論和禱告後，格列伯決定如此行，並且他們互相施浸，布老洛克就成為第一位真正的重洗派基督徒，這天儼然成為宗教改革非常革命性的一幕。這群“弟兄們”都是從小在基督教家庭成長的人，他們讀經、有生命改變的經歷也受過嬰兒洗，但他們認為發生在悔改與洗禮之前的嬰兒洗禮，不能算是真正的重生得救。因此，在當時拒絕嬰兒洗禮的一群人卻為成人重新施浸，這般行動可為令人聳動之事件，因此外界稱他們為重浸派，或是再洗禮派。對這群人來說，他們並不認為這算是二度受洗，而是個人信仰中唯一算為有效的洗禮，是跳脫於嬰兒洗，真實明白自己所信為何的見證。
當重浸派興起後，這股炫風隨之而來，並在歐洲國家開始了不一樣的宗教運動。這群重浸派的信徒走遍瑞士、德國等大小街巷，將重浸派所堅守的立場：浸禮前，需有悔改認罪和具個人信心為首的條件，方能為人重新施浸。在當時便有許多天主教徒和新教徒參與這等行列，不過消息風聲越演越烈，這等狀況不免引起政府官員的注意，重新洗禮的決定逐漸將重浸派信徒們推向死亡的道路。過去的羅馬皇帝西奧多修斯與拜占庭皇帝查士丁尼曾於久遠的律法條文中提到，若有人再次洗禮是能以宣判死刑的，即便這項條文，是對多多纳图斯派的人所訂規，不過若將這樣的律法放在重浸派之人身上仍然適用，因此，在那時造成數以百計的重浸派信徒慘遭殺害。
1527年1月5日，滿茲成為首位受害的重洗派信徒。同年的4月，布老洛克被捕並且被四次驅逐於瑞士境內，他便離開那地，至此再也沒踏入過。之後，他轉往歐洲中部，分屬於意大利和奧地利兩國的蒂羅爾；1529年他的前任牧師被燒死在火刑柱上後，布老洛克便成了帶領教會的牧者，引領不少事工，建立教會；同年的8月，布老洛克和漢斯·藍格各被政府逮捕、遭囚禁經受折磨，以獲取更多信息。最後，在1529年9月6日，布老洛克和漢斯藍格各在克勞森附近的木樁上經刑罰致死。

## 外部連結
- Blaurock, Georg (ca. 1492-1529)（页面存档备份，存于） in Global Anabaptist Mennonite Encyclopedia Online